# Florian Leitner
Florian Leitner (* 28. November 1988) ist ein österreichischer Fußballspieler auf der Position eines offensiven Mittelfeld oder Stürmers. Zurzeit spielt er beim USK LEUBE Anif in der drittklassigen österreichischen Regionalliga West, einer von drei parallel laufenden Staffeln.

## Karriere

### Jugend
Leitner begann seine aktive Karriere als Fußballspieler im Jahre 1995 im Nachwuchs seines Heimatvereines, dem 1. Oberalmer SV. Dort durchlief er mehrere Jugendspielklassen, ehe er im September 2000 in die Jugendabteilung des 1. Salzburger SK wechselte, wo er allerdings nur ein Jahr lang aktiv war. Danach folgte Ende September 2001 ein Wechsel in die Jugend der PSV Salzburg, bei der er schließlich bis zum Jahre 2006 blieb.
Unterbrochen wurde diese Zeit allerdings für den Zeitraum als Leitner als Kooperationsspieler zuerst zum SV Austria Salzburg geschickt wurde und als der Verein im Jahre 2005 aus Marketinggründen von Red Bull de facto aufgekauft und als FC Red Bull Salzburg „neukonstituiert“ wurde, zu ebendiesem neukonstituierten Klub wechselte. Auch dort war er anfangs als Kooperationsspieler aktiv, was sich allerdings im August 2006 änderte, als Leitner als fixer Spieler vom FC Red Bull Salzburg verpflichtet wurde. Nach weiteren neun Spielen und einem Tor in der von Toto gesponserten U-19-Jugendliga kam der junge Stürmer für die Saison 2006/07 in den Kader der Amateurmannschaft des Vereines zu den Red Bull Juniors Salzburg.

### Vereinskarriere
Bei den Juniors, die zu diesem Zeitpunkt noch in der drittklassigen Regionalliga West vertreten waren, gab er sogleich sein Teamdebüt und wurde in derselben Spielzeit in insgesamt sieben Ligaspielen eingesetzt. Am Ende der Saison standen die Amateure von Red Bull Salzburg mit 14 Punkten Abstand auf den Zweitplatzierten FC Hard an erster Stelle der Tabelle. Das Team hatte dabei mit einer Tordifferenz von +59 eine mehr als doppelt so hohe Differenz wie der Verfolger aus Hard. Anfang März 2007 wurde Leitner an den SV Seekirchen 1945 verliehen; die Leihe dauerte allerdings nur bis Mitte Juni 2007.
Am 11. Juli 2007 wurde Leitner als Neuverpflichtung des SV Seekirchen gemeldet. Kurz darauf kam er dann bereits in der ersten Runde der laufenden Saison 2007/08 für den SV Seekirchen zum Einsatz. 
Nach zahlreichen guten Spielen erzielte er am 29. März 2008 den ersten Hattrick in seiner bisherigen Erwachsenenlaufbahn, als er beim 5:2-Auswärtssieg über den Innsbrucker AC in der 22., 31. und 55. Minute traf. Mit seinen 13 Toren in insgesamt 27 Meisterschaftsspielen war Leitner in dieser Spielzeit mannschaftsinterner Torschützenkönig und einer der Hauptverantwortlichen für den Klassenerhalt des SV Seekirchen in der Regionalliga West. Während der Saison 2008/09 war Leitner in zwölf Ligapartien im Einsatz und wurde dabei des Öfteren ein- bzw. ausgewechselt. In den zwölf Spielen brachte er es auf einen Treffer.
Zur Winterpause der Saison 2008/09 wechselte der Stürmer in die zweitklassige österreichische Erste Liga, wo er beim SC Austria Lustenau einen Vertrag unterschrieb. Bei den Vorarlbergern stand er im Profikader, kam aber vorwiegend für die zweite Mannschaft des Vereines in der viertklassigen Vorarlbergliga zum Einsatz. Insgesamt kam er während der Spielzeit zu sieben Ligaeinsätzen für die zweite Mannschaft, wobei er jedoch ohne Torerfolg blieb und am Ende der Saison nur knapp an einem Abstieg vorbeischrammte.
Am 17. März 2009 gab Leitner sein Profidebüt, als er bei der 0:1-Auswärtsniederlage gegen den SKN St. Pölten in der 80. Spielminute für Patrick Salomon eingewechselt wurde. Danach folgten noch weitere zwei Kurzeinsätze; in der Endtabelle erreichte die Mannschaft den vierten Rang. Während der Spielzeit 2009/10 kam Leitner zu insgesamt neun Ligaeinsätzen für die zweite Mannschaft in der Vorarlbergliga, wobei er zwei Mal ins Tor traf. Für das Profiteam kam er während dieser Saison nur zu einem einzigen Einsatz, als er am 17. November 2009 bei der 0:1-Auswärtsniederlage gegen den FC Admira Wacker Mödling in der 86. Minute für Sidinei ins Spiel kam.
Noch während der Winterpause folgte ein erneuter Wechsel Leitners. Diesmal ging es wieder zurück nach Salzburg, wo er einen Vertrag beim drittklassigen SV Grödig unterzeichnete. In den folgenden Jahren spielte Leitner für eine Reihe weitere Amateurliga-Vereine.

## Erfolge
- 1× Meister der Regionalliga West: 2006/07 (Red Bull Juniors)
- 1× mannschaftsinterner Torschützenkönig: 2007/08 (SV Seekirchen)
- 1× Meister der Regionalliga West mit dem SV Grödig 2009/10